# فينيرينون
فينيرينون(Finerenone)، الذي يباع تحت الإسم التجاري كيرينديا (Kerendia) ، هو دواء يستخدم لعلاج أمراض الكلى المزمنة لدى الأشخاص المصابين بداء السكري من النوع 2.  يُعطى للمرضى الذين يعانون من مرض متوسط إلى شديد مع وجود بروتين في البول [الإنجليزية] .  و بؤخذ عن طريق الفم. 
وتشمل الآثار الجانبية الشائعة له: ارتفاع البوتاسيوم، و انخفاض ضغط الدم، وانخفاض الصوديوم .  لا ينبغي استخدامه للأشخاص الذين يعانون من قصور الغدة الكظرية.  و قد يتفاعل مع الجريب فروت .  هناك مخاوف من أن الاستخدام أثناء الحمل قد يضر الجنين.  وهو مضاد لمستقبلات القشرانيات المعدنية غير الستيرويدية (MRA). 
وُوفق على استخدام فاينرينون طبيًا في الولايات المتحدة في عام 2021 و أوروبا في عام 2022.   في المملكة المتحدة، تكلف 4 أسابيع من العلاج هيئة الخدمات الصحية الوطنية حوالي 52 جنيهًا إسترلينيًا اعتبارًا من عام 2022.  و تكلف هذه المدة في الولايات المتحدة حوالي 560 دولارًا أمريكيًا. 